# 288 pr. n. št.
Stoletja: 4. stoletje pr. n. št. - 3. stoletje pr. n. št. - 2. stoletje pr. n. št.
Desetletja: 330. pr. n. št. 320. pr. n. št. 310. pr. n. št. 300. pr. n. št. 290. pr. n. št. - 280. pr. n. št. - 270. pr. n. št. 260. pr. n. št. 250. pr. n. št. 240. pr. n. št. 230. pr. n. št.
Leta: 293 pr. n. št. 292 pr. n. št. 291 pr. n. št. 290 pr. n. št. 289 pr. n. št. - 288 pr. n. št. - 287 pr. n. št. 286 pr. n. št. 285 pr. n. št. 284 pr. n. št. 283 pr. n. št.